# RD 914
La RD 914 és una carretera que va des de Perpinyà fins a Cervera de la Marenda. Route Départementale 914 o RD 914 és el nom que té des que, pel decret del 5 de desembre del 2005, la seva gestió fou transferida al departament de Pyrénées Orientales; anteriorment, quan en tenia la competència el govern francès, es deia route nationale 114 o RN 114

## Recorregut
La RD 914 passa pels següents municipis:
- Perpinyà (km 0)
- Cornellà del Bercol
- Elna (km 13)
- Argelers de la Marenda (km 21)
- Cotlliure (km 27)
- Portvendres (km 30)
- Polilles (km 33)
- Banyuls de la Marenda (km 36)
- Cervera de la Marenda (km 45)
- Coll dels Belitres: al límit entre Cervera de la Marenda i Portbou. A partir d'ací, ja dins del Principat, enllaça amb la carretera N-260

### Sortides
Aquesta carretera té la consideració de vida ràpida en el tram des de Perpinyà fins a Argelers de la Marenda. Les seves sortides són:
- 3 :  Camí del Pou de les Colobres, Salelles, Cabestany
- 4 : Vilanova de Raò
- 5 : Vilanova de Raò, Tesà
- 6 : Elna-nord, Cornellà del Bercol
- 7 : Sant Cebrià de Rosselló, Elna, La Torre d'Elna RD 11 : Alenyà
- 8 : Elna-sud
- 9 : Palau del Vidre
- 10 : RD 114, Argelers-nord
- 11 : A9 (Barcelona), El Voló, per la RD 618
- 12 : Argelers-sud, RD 2
- 13 : Argelers de la Marenda per la RD 114
- 14 : RD 86, Cotlliure, Mare de Déu de la Consolació